# Sikwane
Sikwane is een dorp in het district Kgatleng in Botswana. De plaats telt 1466 inwoners (2011).